# Orthocladius bilyji
Orthocladius bilyji är en tvåvingeart som beskrevs av Ole Anton Saether 2003. Orthocladius bilyji ingår i släktet Orthocladius och familjen fjädermyggor. Inga underarter finns listade i Catalogue of Life.